# Øystein Bråten
Øystein Bråten (Ringerike, 21 juli 1995) is een Noors freestyleskiër die is gespecialiseerd in de slopestyle. Hij vertegenwoordigde zijn vaderland op de Olympische Winterspelen 2014 in Sotsji en op de Olympische Winterspelen 2018 in Pyeongchang.

## Carrière
Bij zijn wereldbekerdebuut, in januari 2013 in Copper Mountain, eindigde Bråten op de 42e plaats. Tijdens de Olympische Winterspelen van 2014 in Sotsji behaalde Bråten de tiende plaats op het onderdeel slopestyle. 
Op 28 augustus 2015 behaalde Bråten zijn eerste podiumplaats in een wereldbekerwedstrijd. Tijdens de slopestyle in Cardrona eindigde hij de op de tweede plaats. Op de wereldkampioenschappen freestyleskiën 2017 in de Spaanse Sierra Nevada eindigde de Noor als vijftigste op het onderdeel slopestyle. Op 26 november 2017 boekte Bråten in Stubai zijn eerste wereldbekerzege. Tijdens de Olympische Winterspelen van 2018 in Pyeongchang veroverde hij de gouden medaille op het onderdeel slopestyle.
In Park City nam de Noor deel aan de wereldkampioenschappen freestyleskiën 2019. Op dit toernooi eindigde hij als achtste op het onderdeel big air en als 24e op het onderdeel slopestyle.

## Resultaten

### Olympische Winterspelen
| Jaar | Plaats      | Resultaat      |
| ---- | ----------- | -------------- |
| 2014 | Sotsji      | 10e Slopestyle |
| 2018 | Pyeongchang | Slopestyle     |

### Wereldkampioenschappen
| Jaar | Plaats        | Resultaten                |
| ---- | ------------- | ------------------------- |
| 2017 | Sierra Nevada | 50e Slopestyle            |
| 2019 | Park City     | 8e Big air 24e Slopestyle |

### Wereldbeker
Eindklasseringen
| Seizoen   | Algm | BA    | SS     |
| --------- | ---- | ----- | ------ |
| 2012/2013 | 227e | –     | 59e    |
| 2013/2014 | 78e  | –     | 15e    |
| 2014/2015 | 152e | –     | 26e    |
| 2015/2016 | 6e   | –     | Zilver |
| 2016/2017 | 18e  | Brons | 20e    |
| 2017/2018 | 28e  | 6e    | 5e     |
| 2018/2019 | 134e | –     | 28e    |
| 2019/2020 | 96e  | 36e   | 16e    |

Wereldbekerzeges
| Datum            | Plaats | Onderdeel  |
| ---------------- | ------ | ---------- |
| 26 november 2017 | Stubai | Slopestyle |